# Alicia Garza
Alicia Garza (Oakland, Califórnia, 4 de janeiro de 1981) é uma ativista americana dos direitos civis e redatora editorial. Ela tem realizado ações em torno das questões de saúde, direitos dos estudantes, direitos para empregados e empregadas domésticos, fim da violência policial, antirracismo e violência contra pessoas de cor de gênero não-conforme e trans. Seu trabalho editorial foi publicado pelo The Guardian, The Nation, The Feminist Wire, Rolling Stone, HuffPost e TruthOut. Atualmente, ela é a dirigente dos Projetos Especiais na Aliança Nacional dos Empregados Domésticos. Garza também é a diretora do Black Futures Lab. Garza é também conhecida por ser a co-fundadora do movimento Black Lives Matter (BLM), juntamente com as ativistas Patrisse Cullors e Opal Tometi.

## Vida pessoal e educação
Alicia Garza nasceu em Oakland, Califórnia, no dia 4 de janeiro de 1981. Ela cresceu em Oakland, com um padrasto judeu e sua mãe afro-americana. Garza se formou em 2002 na Universidade da Califórnia em San Diego, com um diploma em Antropologia e Sociologia.

## As Vidas Negras Importam
Junto de Opal Tometi e Patrisse Cullors, Garza criou a hashtag Black Lives Matter. Garza é creditada por inspirar o slogan quando, após a absolvição de George Zimmerman da morte de Trayvon Martin, em julho de 2013, ela publicou o seguinte texto no Facebook: "Pessoas negras. Eu amo vocês. Eu amo a gente. Nossas vidas importam, Vidas Negras Importam", que foi então compartilhada por Cullors com a hashtag "#BlackLivesMatter". Garza também sentiu um baque devido às semelhanças de Trayvon Martin com seu irmão mais novo, sentindo que ele quem poderia ter sido morto. A organização Black Lives Matter foi estimulada pelos assassinatos de negros pela polícia noticiados na mídia e pelas disparidades raciais no sistema jurídico criminal dos Estados Unidos. Entre as preocupações, estavam a violência policial, encarceramento em massa, militarização da polícia e criminalização excessiva. Em particular, o movimento nasceu e a publicação de Garza se popularizou depois do início de protestos em Ferguson, Missouri, onde um adolescente negro desarmado foi baleado e morto por um policial branco.

"Pessoas negras. Eu amo vocês. Eu amo a gente. Nossas vidas importam."

Publicação no Facebook de Alicia Garza responsável por dar início ao movimento Black Lives Matter movement
Garza liderou em 2015 o Freedom Ride até Fergunson, organizado por Cullors e Darnell Moore, o qual impulsionou a criação de capítulos da Black Lives Matter nos Estados Unidos e pelo mundo. No entanto, Garza não vê o movimento Black Lives Matter como tendo sido criado por ela. Ao invés disto, acredita que seu trabalho é somente uma continuação da resistência liderada por negros na América. O movimento e Garza são creditados por popularizarem o uso das mídias sociais para a mobilização em massa, uma prática chamada “mobilização midiatizada”. Essa prática foi utilizada por outros movimentos, como o #MeToo.

### Movimento pelas Vidas Negras
O Movimento pelas Vidas Negras (Movement for Black Lives) foi criado por Alicia Garza após preocupações sobre como BLM havia se tornado sinônimo dos tumultos em Ferguson. O Movimento pelas Vidas Negras é o maior grupo dentro da rede do movimento Black Lives Matter. Este grupo dirige seu ativismo com base no estilo de advocacia de Garza, que funciona fora da estrutura de poder existente. Eles rejeitam as táticas tradicionais e evitam realizar conexões e criar compromissos com os políticos.
Dentro do grupo, a estrutura de poder é diferente da maioria. Eles queriam evitar a estrutura de poder que consideraram ter sido causa da falta de sucesso de outros grupos ativistas negros. O grupo coloca aqueles com as identidades mais marginalizadas em posições de liderança. Em 2015, eles criaram a Tabela de Políticas, na tentativa de traduzirem seus objetivos em uma plataforma política. Isto envolveu iniciativas que concedem dinheiro para fiança a mães negras que não podiam pagar e uma iniciativa de direitos à terra.

## Outras atividades
Anteriormente, Garza havia atuado como diretora do Pessoas Organizadas para Obter Direitos Trabalhistas (People Organized to Win Employment Rights; POWER) na área da baía de São Francisco. Durante seu tempo no cargo, ela conquistou o direito dos jovens utilizarem o transporte público de graça em São Francisco e também lutou contra a gentrificação e pela exposição da violência policial na região. Garza é participante ativa de vários grupos de movimentos sociais em San Francisco. Ela está no conselho de diretores da filial de Forward Together em Oakland, Califórnia, e também está envolvida com a Negros Organizando por Liderança e Dignidade (Black Organizing for Leadership and Dignity; BOLD). Ela também faz parte do conselho de diretores da Escola de Unidade e Libertação de Oakland (Oakland's School of Unity and Liberation; SOUL).
Em 2015, Garza foi selecionada como a Grande Marechal da Comunidade na Parada do Orgulho LGBT, por ter sido considerada uma heroína local em Oakland devido a suas contribuições à comunidade e à sociedade LGBT em geral. Mais de duas dúzias de organizadores e apoiadores da Black Lives Matter marcharam na Parada do Orgulho LGBT junto de Garza, que se sentou ao lado da ativista transgênera Miss Major, a Grande Marechal da Comunidade do ano anterior.
Em 2018, Garza lançou o Black Futures Lab, cujo objetivo é se envolver com organizações de advocacia para avançar as políticas locais, estaduais e federais que fortalecem as comunidades negras. Após a sua fundação, Garza criou o Black Census Project junto ao Black Futures Lab, com o objetivo de avaliar a complexidade das comunidades negras em toda os Estados Unidos em mais detalhes. Garza dividiu o Black Census Project e criou estudos separados focando na comunidade negra LGBT, assim como no engajamento político da comunidade negra nos Estados Unidos.

### Discursos ilustres
Garza apresentou no evento Bay Area Rising de 2016, falando sobre a propagação do Black Lives Matter e dos direitos humanos.
Em 2017, Alicia Garza foi convidada como oradora para falar em nome de estudantes de graduação da Universidade Estadual de São Francisco, na Califórnia. Garza dedicou seu discurso às mulheres negras que estavam se formando, e elogiou as mulheres negras que vieram antes dela, dizendo que são a razão pela qual mulheres como ela podem fazer o trabalho ativista de hoje:
"Se não fosse pelas mulheres negras, não haveria uma estrada de ferro subterrânea, ninguém para fazer campanha contra corpos negros balançando nas árvores como frutas estranhas, não existiriam canções de protesto como as que vinham dos pés, através do útero, pelos pulmões e para fora da mente e boca brilhantes de Nina Simone. Não haveria mulheres negras votando, como os 96% de nós que de fato votaram e disseram não a esse governo. Não haveria uma América se não fosse pelas mulheres negras. Esta é uma homenagem às mulheres negras - porque as mulheres negras são mágicas. [...] Nós, eu, você e eu - devemos tudo às mulheres negras. [...] Sim - todas as vidas, todas as contribuições. Mas isto? Isto é maior que tudo aquilo. Isto é sobre as mulheres negras, cisgêneras, transgêneras, sem gênero, deficientes, queer, imigrantes negras que, vez após vez, continuam tentando contar a vocês, e mais do que isso... continuam mostrando a vocês. Nós somos mágicas."

### Ato de protesto
Garza participou de uma tentativa de parar um trem de da Área da Baía de São Francisco por quatro horas e meia, um espaço de tempo escolhido para refletir o tempo em que o corpo de Michael Brown foi deixado na rua depois que ele foi morto. Os manifestantes pararam o trem por uma hora e meia, acorrentando-se aos lados interno e externo do trem, impossibilitando o fechamento da porta. O evento terminou quando a polícia removeu os manifestantes ao desmontar parte do trem.
Ela sofreu grande ódio da extrema direita por um vídeo vazado envolvendo outros líderes de alto nível dentro da organização Black Lives Matter. O clipe foi gravado logo após ter realizado um discurso para cerca de 200 estudantes na celebração do Mês da História Negra. No vídeo, ela foi citada dizendo que "a violência contra os opressores é justa, às vezes fogo deve ser combatido com fogo."

## Ativismo na política

### Super-maioria
A organização Super-maioria (Supermajority) foi criada na primavera de 2019 e tem como foco a criação de poder político para as mulheres dos Estados Unidos. A organização foi criada por Garza, Cecile Richards e Ai-jen Poo. A Super-maioria tem como objetivo "treinar e mobilizar dois milhões de mulheres em toda a América para se tornarem organizadoras, ativistas e líderes antes das eleições de 2020" para criar um "movimento multirracial e multigeracional pela igualdade das mulheres." Um dos principais objetivos da Super-maioria é criar "um novo acordo para as mulheres", com tópicos como "direitos de voto, controle de armas, licença familiar remunerada e igualdade salarial" sendo vistos como "tópicos que afetam a todos" para a presidência de 2020, assim como construir uma plataforma maior para as mulheres na política. Nas eleições de 2020, a cofundadora Cecile Richards diz que "[o grupo terá sucesso] se 54% dos eleitores neste país forem mulheres e se formos capazes de inserir neste país os assuntos importantes para as mulheres, e eleger um presidente comprometido em fazer algo em relação a eles."

### Eleições presidenciais de 2016
Embora Garza tenha criticado Donald Trump, ela também é crítica de Barack Obama e Hillary Clinton, afirmando que "os Clintons usam as pessoas negras pelos seus votos, mas então não fazem nada pelas comunidades negras após serem eleitos. Eles nos usam para seção fotográficas."  Na Primária Democrática da Califórnia ela votou em Bernie Sanders, mas prometeu fazer tudo ao seu alcance "para garantir que não sejamos liderados por Donald Trump", e por isso votou em Clinton nas eleições gerais.

### Eleições presidenciais de 2020
Alicia Garza fez um discurso a uma multidão de 200 estudantes nas eleições de 2020 em comemoração ao Mês da História Negra. Ela falou sobre como o movimento Black Lives Matter é erroneamente visto como sendo anti-branco, anti-policial ou como uma organização terrorista. Nesse discurso, ela mostrou apoio ao Green New Deal, condenou a supressão de eleitores e pediu mais envolvimento eleitoral. Garza apoiou Elizabeth Warren nas primárias Democratas.

## Reconhecimentos e prêmios
Garza apareceu na lista Root 100 dos Maiores Empreendedores Afro-americanos entre as idades de 25 e 45. Ela também foi listada no Guia Politico50 de 2015 dos Pensadores, Realizadores e Visionários, juntamente com Cullors e Tometi.
Garza recebeu o prêmio Herói Local do San Francisco Bay Guardian. Ela recebeu duas vezes o Prêmio Ativista da Comunidade pelo Harvey Milk LGBT Democratic Club por seu trabalho na luta contra o racismo e a gentrificação em São Francisco. Ela também recebeu o prêmio Jeanne Gauna Communicate Justice do Centro pela Justiça na Mídia.
Em 2015, Garza, Cullors e Tometi (sob o título "As Mulheres do #BlackLivesMatter") estavam entre os nove finalistas da Pessoa do Ano da The Advocate.
Em novembro de 2017, as fundadoras da Black Lives Matter, Alicia Garza, Patrisse Cullors e Opal Tometi, receberam o Prêmio Sydney da Paz.
Em 2018, Alicia Garza foi nomeada na coorte inaugural de The Atlantic Fellows for Racial Equity (AFRE). Esta primeira coorte de está focada em desafiar o racismo nos EUA e na África do Sul e em interromper a ascensão do nacionalismo e supremacia branca.
É uma das 100 Mulheres da lista da BBC de 2020.